# 皮亞爾-米高·拉蘇加
皮亞爾-米高·拉蘇加（德語：Pierre-Michel Lasogga)（1991年12月15日—），德國職業足球員，司職中鋒，現效力於卡塔爾星級足球聯賽球會。